# Село имени Алдашбай Ахуна
Имени Алдашбай Ахуна (каз. Алдашбай Ахун ат.а., до 199? г. — Карла Маркса) — село в Кармакшинском районе Кызылординской области Казахстана. Административный центр и единственный населённый пункт сельского округа им. Алдашбай. Код КАТО — 434638100.

## Население
В 1999 году население села составляло 947 человек (490 мужчин и 457 женщин). По данным переписи 2009 года, в селе проживало 927 человек (470 мужчин и 457 женщин).